# Tuscola County
Tuscola County är ett administrativt område i delstaten Michigan, USA. År 2010 hade countyt 55 729 invånare. Den administrativa huvudorten (county seat) är Caro. 

## Geografi
Enligt United States Census Bureau så har countyt en total area på 2 367 km². 2 103 km² av den arean är land och 263 km² är vatten.   

### Angränsande countyn
- Huron County - norr
- Sanilac County - öst
- Saginaw County - väst
- Lapeer County - sydost
- Genesee County - sydväst
- Bay County - väst